# Гурчик Ігор Миколайович
І́гор Микола́йович Гу́рчик — солдат, Збройні сили України.
Нагороджений як такий, що загинув. 
Згодом дізнався про нагородження себе.

## Нагороди
За особисту мужність і героїзм, виявлені у захисті державного суверенітету та територіальної цілісності України, вірність військовій присязі під час російсько-української війни
- нагороджений орденом «За мужність» III ступеня (4.6.2015).